# Alice im Wunderland (2010)
Alice im Wunderland ist ein US-amerikanischer 3D-Fantasy-Film des Regisseurs Tim Burton aus dem Jahr 2010 nach Motiven der Romane Alice im Wunderland und Alice hinter den Spiegeln von Lewis Carroll, welche von Disney bereits 1951 als Zeichentrickfilm adaptiert wurden. Die Titelrolle spielt die australische Newcomerin Mia Wasikowska.
Die Uraufführung und Weltpremiere des Films fand am 25. Februar 2010 als „Royal Premiere“ im Londoner Kino Odeon Leicester Square statt. Das Ereignis wurde als Live-Event in ausgewählten Kinos in Berlin, Hamburg, München, Köln und Nürnberg übertragen.
In Deutschland kam der Film am 4. März 2010 in die Kinos. Er steht laut der Liste der weltweit erfolgreichsten Filme auf Platz 55 (Stand: 19. April 2025)

## Handlung
Die herangewachsene, inzwischen 19-jährige Alice Kingsleigh hat ihre Abenteuer im Wunderland längst vergessen, träumt jedoch immer noch von den Erlebnissen vor 13 Jahren. Mit ihrer Mutter fährt sie zu einer viktorianischen Gartenparty von Lord und Lady Ascot, die sich als Verlobungsfeier entpuppt: Vor allen Anwesenden hält der langweilige Hamish, Sohn der Ascots, Alice um ihre Hand an. Die jedoch sieht am Rand der Feierlichkeiten ein weißes Kaninchen mit Weste und Taschenuhr stehen und folgt ihm, mit der Bitte um Bedenkzeit bezüglich des Heiratsantrags.
Sie gelangt zum Loch eines Kaninchenbaus und fällt hinein. Alice landet in einem runden Raum mit verschiedenen verschlossenen Türen. Nur eine winzige Pforte lässt sich mit einem Schlüssel öffnen. Sie trinkt einen Trank, der sie schrumpfen lässt, kommt nun aber nicht mehr an den Schlüssel zur Pforte, da sie diesen zurück auf den Tisch gelegt hat. Daraufhin isst sie ein Törtchen, das sie wachsen lässt. Nachdem sie den Schlüssel genommen hat, trinkt sie wieder den Schrumpftrank. Während der ganzen Zeit wird sie von dem weißen Kaninchen, aber auch der Haselmaus und Diedeldum und Diedeldei beobachtet, die prompt an ihrer Eigenschaft als „echte Alice“ zu zweifeln beginnen. Die müsse doch wissen, wie sie durch die Tür kommt, habe sie doch alles vor 13 Jahren bereits einmal erlebt. Alice gelangt schließlich durch die Pforte und befindet sich plötzlich im fantastischen Unterland, das sie als Kind falsch verstanden und „Wunderland“ genannt hatte. Nachdem vor allem die Haselmaus überzeugt ist, dass das weiße Kaninchen die falsche Alice ins Unterland gebracht hat, begeben sich alle zur weisen Raupe Absolem, die nur sagen kann, dass Alice nicht in allen Teilen die Richtige ist. Der Prophezeiung nach werde nur die echte Alice am Blumatag den Jabberwocky mit dem Schwert der Weißen Königin besiegen.
Bevor über die weitere Vorgehensweise beraten werden kann, wird die Gruppe von Kriegern der Roten Königin angegriffen – ihr Anführer, der Herz-Bube Ilosovic Stayne, nimmt dabei die Prophezeiung an sich – und Alice von ihrer Kreatur Bandersnatch gejagt und verwundet. Erst als es der Haselmaus gelingt, dem Bandersnatch ein Auge auszustechen, ist Alice in Sicherheit. Die Grinsekatze rät ihr, den verrückten Hutmacher aufzusuchen. Von ihm wird sie bereits sehnsüchtig erwartet und trifft hier auch auf den verrückten Märzhasen. Kurz darauf erscheinen die Truppen der Roten Königin auf der Suche nach Alice. Sie werden von Ilosovic Stayne angeführt; der mitgeführte Bluthund Bayard, dessen Frau und Welpen von der Roten Königin gefangen gehalten werden und der deswegen unfreiwillig in ihrem Dienst steht, folgte der Fährte Alices bis zum Hutmacher. Der schrumpft Alice und versteckt sie in einer Teekanne, und der loyale Bayard verrät ihr Versteck nicht.
Der Hutmacher und die winzige Alice machen sich auf den Weg zur Weißen Königin. Der verrückte Hutmacher wird dabei gefangen genommen und ins Schloss der Roten Königin gebracht. Entgegen der Prophezeiung, die eigentlich jeden Schritt Alices vorschreibt, begibt die sich mit Bayards Hilfe zum Schloss der Roten Königin. Sie gelangt als Winzling durch eine Spalte im Mauerwerk in den Schlosshof und erhält vom weißen Hasen, der in den Diensten der Roten Königin steht, ein Wachs-Törtchen. Da sie zu viel isst, nimmt sie eine überdimensionale Größe an und wird von der Roten Königin entdeckt. Alice gibt sich als „Em“ aus „Empöringen“ aus und die Königin, die von ihrem großen Kopf begeistert ist, nimmt sie an ihrem Hof auf. Am Hof trifft sie auch auf die gefangenen Diedeldum und Diedeldei sowie die Haselmaus, der sie das Auge des Bandersnatch wegnimmt. Der bewacht in einer Hütte das Schwert der Weißen Königin, das Alice für die Erfüllung der Prophezeiung braucht. Während der verrückte Hutmacher der Hinrichtung zu entkommen versucht, indem er für den überdimensionalen Kopf der Roten Königin Hüte herstellt, gelingt es Alice, das Schwert an sich zu nehmen, nachdem sie dem Bandersnatch sein Auge zurückgegeben hat. Weil Alice den Herz-Buben, der sie wegen ihrer Größe verehrt, abgewiesen hat, will der sie, beleidigt, wegen versuchter Verführung verhaften lassen, und die Haselmaus verrät aus Versehen Alices Identität. Alice gelingt es, auf dem Rücken des Bandersnatch auf das Schloss der Weißen Königin zu fliehen. Die schrumpft sie auf ihre normale Größe und fordert sie auf, am bevorstehenden Blumatag, wie in der Prophezeiung vorhergesagt, den Jabberwocky zu töten. Doch Alice weigert sich, da sie niemanden umbringen will.
Im Schloss der Roten Königin geht die Hinrichtung des verrückten Hutmachers durch Einmischung der Grinsekatze schief. Im folgenden allgemeinen Chaos entkommen der verrückte Hutmacher, Diedeldum und Diedeldei, die Haselmaus und Bayards Familie und begeben sich zur Weißen Königin.
Der Blumatag beginnt, und Alice entschließt sich nach einem weiteren Gespräch mit Absolem, der sich gerade verpuppt und nun an ihre Echtheit glaubt, als Kämpferin gegen den Jabberwocky anzutreten. Die Armeen der Roten und der Weißen Königin treffen auf einem schachbrettartigen Feld aufeinander. Der Jabberwocky und Alice beginnen den Zweikampf. Als sich der verrückte Hutmacher einmischt, beginnen auch beide Armeen den Kampf gegeneinander. Alice gelingt es schließlich, den Jabberwocky zu enthaupten. Die Grinsekatze nimmt der Roten Königin die Krone vom Kopf und setzt sie der Weißen Königin auf, die wiederum die Rote Königin und ihren machthungrigen Günstling Herz-Bube ins Exil verbannt. Mit dem Blut des Jabberwocky gelingt Alice die Rückkehr zur Gartenparty. Hier lehnt sie Hamishs Heiratsantrag ab und verkündet, ein selbstbestimmtes Leben führen zu wollen. Ihrem Beinahe-Schwiegervater Ascot schlägt sie vor, sein Handelsimperium durch Verträge mit China zu erweitern, worauf er sie als Beraterin und Auszubildende aufnimmt.
Auf ihrer ersten Handelsreise setzt sich ein blauer Schmetterling auf ihre Schulter, den sie als Absolem begrüßt.

## Produktion
Joe Roth entwickelte Alice im Wunderland im April 2007 für Walt Disney Pictures, zusammen mit der Drehbuchautorin Linda Woolverton. Woolverton fügte der Geschichte einen sozialpolitischen Hintergrund hinzu. Im November 2007 unterschrieb Tim Burton als Regisseur einen Vertrag mit Disney für zwei Filme, darunter Alice im Wunderland. Er erklärte, dass es für ihn das Ziel sei, daraus einen fesselnden Film mit Seele zu erschaffen, der trotz neuen Schwungs dem klassischen Stoff treu bleibt. Mit früheren Verfilmungen fühlte sich Burton nie verbunden, da es für ihn immer nur ein Mädchen gewesen ist, das von einer verrückten Figur zur nächsten läuft. Deshalb versucht er dem Ganzen einen Rahmen mit emotionaler Tiefe zu geben, um aus Alice eine Geschichte zu machen und nicht eine Aneinanderreihung von seltsamen Ereignissen. Außerdem sagte er, dass 3D eine gute Umsetzung für die Handlungsorte darstellt. Ursprünglich sollte der Film bereits 2009 in die Kinos kommen. Der Termin wurde dann aber auf das Frühjahr 2010 verschoben.
Das Produktionsdesign von Robert Stromberg und die Kostüme von Colleen Atwood orientieren sich an John Tenniels Originalillustrationen für Alice im Wunderland und Alice hinter den Spiegeln. Des Weiteren war auch der deutsche Illustrator Michael Kutsche an der Figurengestaltung beteiligt.
Die Dreharbeiten begannen erst im September 2008 und endeten bereits im Dezember 2008 nach nur insgesamt 40 Drehtagen. Für die Szenen im viktorianischen Zeitalter wurde vom 1. September bis 14. Oktober 2008 in Torpoint und Plymouth gedreht, wofür 250 ortsansässige Statisten engagiert wurden. Schauorte waren unter anderen Charlestown in Cornwall, Barbican und Antony House in Torpoint. Ab Anfang Oktober wurde dann ausschließlich nur noch in den Sony Pictures Studios und Culver Studios in Culver City, Kalifornien gedreht. Burton gab zu diesem Zeitpunkt bekannt, dass er für den Mix aus Realaufnahmen und Animationen kein Motion Capture an seinen Darstellern verwendet, wie es bei Die Legende von Beowulf der Fall war. Er merkte außerdem an, dass es für ihn das erste Mal war, nur mit Greenscreen zu arbeiten.
Sieben Visual-Effect-Firmen (darunter Sony Pictures Imageworks, CaféFX, Matte World Digital, In-Three Inc., Sasoon Film Design, Asylum Visual Effects und Framestore) sind hierbei für die visuellen Effekte verantwortlich. Burton und der Produzent Zanuck entschieden sich beim Filmen für herkömmliche 2D-Kameras, da 3D-Kameras zu teuer und umständlich für ihre Arbeit gewesen wären. Das Material wurde digital auf 3D gerechnet. Die Produzenten sahen nach eigenen Angaben keinen Unterschied zwischen umgewandeltem und direkt im 3D-Format gedrehtem Filmmaterial.
Bei der Comic Con im Juli 2009 in Las Vegas sorgte der Film für viel Interesse und großes Aufsehen und stellte sich als Überraschungshit der Veranstaltung heraus. Bei einer Umfrage von MTV über den meistersehnten Film war Alice im Wunderland mit 70 % Mehrheit der Sieger und stellte dabei sogar die Fortsetzung von New Moon – Biss zur Mittagsstunde in den Schatten, die nur 15 % der Besucher für sich gewinnen konnte.
Wegen der großen zeitlichen Nähe zur Aufführung des Films Avatar – Aufbruch nach Pandora kam es bei den Aufführungen von Alice im Wunderland zu Engpässen bei den Filmleinwänden für 3D-Filme. In den folgenden Wochen konkurrierte der Film weltweit direkt mit Kampf der Titanen und Drachenzähmen leicht gemacht um verfügbare Säle.

## Verhältnis zur Literaturvorlage

### Figuren
Beinahe alle Figuren, die im Wunderland auftreten, entstammen der literarischen Vorlage von Lewis Carroll, nämlich entweder Alice im Wunderland (der Dodo, die Grinsekatze, der Hutmacher, der Märzhase und die Haselmaus bzw. Schlafmaus, außerdem das Weiße Kaninchen sowie der Herzbube und die Raupe Absolem, die dort jedoch keinen Namen hat) oder deren Fortsetzung Alice hinter den Spiegeln (Diedeldum und Diedeldei, die Weiße Königin und die Rote Königin sowie der bei Lewis Carroll nicht näher beschriebene Bandersnatch, der Jubjub-Vogel, der Jabberwocky und die Snapdragon-Fliegen).
Davon ausgenommen ist lediglich der Hund Bayard, dem keine direkte Vorlage zu Grunde liegt (allerdings tritt in Alice im Wunderland ein namenloser Hundewelpe auf, der nicht sprechen kann).
Bei der Roten Königin handelt es sich außerdem um eine Vermischung der Königin der Herzen aus dem ersten Buch (Alice im Wunderland) und der Roten Schachkönigin aus dem zweiten Buch (Alice hinter den Spiegeln). Ihr Hofstaat rekrutiert sich aus Frosch- und Fischlakaien sowie aus Spielkartensoldaten (wie derjenige der Herzkönigin im ersten Buch), dazu wurden Schweine und Affen als Kammerdiener (bzw. ‚Möbel‘) hinzuerfunden. Die Armee der Weißen Königin besteht (wie im zweiten Buch) aus Schachfiguren.
Insgesamt ist das Personal aus dem Wunderland gegenüber der literarischen Vorlage und auch gegenüber anderen Filmadaptationen stark reduziert; unter anderem fehlen als typische Bewohner des Wunderlands das sprechende Ei Humpty Dumpty, die Falsche Suppenschildkröte, der Greif, die Köchin und die Herzogin, außerdem das Walross und der Zimmermann. Jedoch hängen im Arbeitszimmer des Hutmachers Porträts der Falschen Suppenschildkröte sowie des Walrosses. Auch den Greif sieht man kurz auf einer Wandbemalung im Thronsaal der Roten Königin, auf der er gegen den Jabberwocky kämpft.
Der Herzkönig fehlt zwar auch in der Handlung, jedoch wird sein Fehlen dadurch erklärt, dass die Herzkönigin ihm den Kopf abgeschlagen hat.

### Rahmenhandlung
Abgesehen von Alices Schwester sind sämtliche Figuren der Rahmenhandlungen zum Film hinzuerdacht; aus der Literaturvorlage wiederum fehlt Alices Katze, die vor allem im zweiten Buch („Alice hinter den Spiegeln“) dessen Rahmenhandlung stark prägt. Die Rahmenhandlung setzt jedoch insofern die Originalerzählung fort, als sie im viktorianischen England, also im späten 19. Jahrhundert spielt (welches auch der Entstehungszeit der Literaturvorlage entspricht).
Auch der Übergang von der Rahmenhandlung zur Wunderlandwelt lehnt sich stark an die Erzählvorlage an: Alice erblickt das Weiße Kaninchen, verfolgt es bis zum Kaninchenloch, in welches sie schließlich hineinfällt und sich nach langem Sturz in einem Raum voller verschlossener Türen wiederfindet. Erst nachdem sie sich zum eigentlichen Wunderland mittels Schlüssel und Schrumpftrank Zugang verschafft hat, setzt die eigentliche, souveräne Handlung des Films ein.

### Handlung
Zwar wird bei den Dialogen zwischen Alice und den Einwohnern Wunderlands zum Teil Anleihen aus den Originaldialogen genommen, aber insgesamt wurde der für Carroll typische Nonsens-Smalltalk stark vereinfacht und durch Dialoge ersetzt, die die Handlung vorantreiben. Es fehlen auch die lyrischen Elemente der Erzählvorlage, sodass der Film epischer und prosaischer (und darum auch kohärenter und stringenter) wirkt als diese.
Die Handlung ist demzufolge auch nicht der Literaturvorlage entlehnt, sondern schreibt diese im Abstand von dreizehn Jahren fort, als aus dem kleinen Mädchen Alice bereits eine junge Frau geworden ist. Als Symbol dafür könnte man ihre Kleidung sehen, die nicht (wie in der Romanvorlage) mit Alices Körper mitschrumpft oder -wächst, sondern ihre Größe beibehält, wodurch peinliche Situationen entstehen, und Alice mehrfach gezwungen ist, ihre Blöße zu verdecken. So wie sie kurz vor der Heirat steht, hat auch das Wunderland seine kindliche Seite verloren und sich in ein von Kriegen verwüstetes und von verfeindeten Parteien (deren jeweilige Anführerinnen die Weiße und die Rote Königin sind) bewohntes Land verwandelt.
Insgesamt nimmt die gesamte Haupthandlung starke Züge eines typischen Fantasy-Epos an: Es geht um eine Heldin, die verschiedene Aufgaben meistern muss, ehe sie zum finalen Showdown antritt.

## Filmtechnik
Der Film kam in 35 mm (anamorph), 70 mm (zweistreifig, IMAX-3D), 70 mm (IMAX) und D-Cinema (3D) in die Kinos. Die Produzenten entschieden sich beim Filmen für herkömmliche 2D-Kameras. Die Konzeption des Films war von Anfang an auf 3D abgestimmt. Das Material wurde später digital als 3D-Film umgerechnet.

## Soundtracks
Zum Film erschienen am 2. März 2010 zwei Soundtracks:
- Die offizielle Soundtrack-CD Alice im Wunderland enthält 24 vorwiegend instrumentale Kompositionen von Danny Elfman.
- Auf der CD Almost Alice befinden sich 16 Titel verschiedener Künstler, die durch den Film inspiriert wurden. Neben Beiträgen der All-American Rejects oder Tokio Hotel featuring Kerli ist auf dem Album auch der Titel Alice von Avril Lavigne zu hören. Dieser ist als einziger Beitrag des Albums Almost Alice im Filmabspann zu hören.

## Synchronsprecher
Die deutsche Synchronisation entstand nach einem Dialogbuch von Axel Malzacher unter dessen Dialogregie im Auftrag der Film- & Fernseh-Synchron in Berlin.
| Figur                                   | Originalsprecher     | Deutscher Sprecher       |
| --------------------------------------- | -------------------- | ------------------------ |
| Alice Kingsleigh                        | Mia Wasikowska       | Marie-Luise Schramm      |
| Alice als Kind                          | Mairi Ella Challen   | Nayana Heuer             |
| Rote Königin (Iracebeth of Crims)       | Helena Bonham Carter | Vera Teltz               |
| Verrückter Hutmacher (Tarrant Hightopp) | Johnny Depp          | David Nathan             |
| Weiße Königin (Mirana)                  | Anne Hathaway        | Marie Bierstedt          |
| Charles Kingsleigh                      | Marton Csokas        | Tom Vogt                 |
| Fiona Chattaway                         | Eleanor Tomlinson    | Yvonne Greitzke          |
| Hamish Ascot                            | Leo Bill             | Tobias Nath              |
| Helen Kingsleigh                        | Lindsay Duncan       | Viola Sauer              |
| Lady Ascot                              | Geraldine James      | Kerstin Sanders-Dornseif |
| Lord Ascot                              | Tim Pigott-Smith     | Bodo Wolf                |
| Lowell Manchester                       | John Hopkins         | Boris Tessmann           |
| Margaret Kingsleigh                     | Jemma Powell         | Ilona Brokowski          |
| Stayne, Herzbube                        | Crispin Glover       | Frank Schaff             |
| Tante Imogene                           | Frances de la Tour   | Joseline Gassen          |
| Absolem, die blaue Raupe                | Alan Rickman         | Bernd Rumpf              |
| Bayard                                  | Timothy Spall        | Reiner Schöne            |
| Dodo                                    | Michael Gough        | Hasso Zorn               |
| Grinsekatze                             | Stephen Fry          | Gerd Wameling            |
| Haselmaus                               | Barbara Windsor      | Monika John              |
| Jabberwocky                             | Christopher Lee      | Otto Mellies             |
| Märzhase                                | Paul Whitehouse      | Joachim Kaps             |
| Diedeldei / Diedeldum                   | Matt Lucas           | Tobias Müller            |
| Weißes Kaninchen                        | Michael Sheen        | Norman Matt              |

## Auszeichnungen
Der Film wurde von der Filmbewertungsstelle Wiesbaden mit dem Prädikat besonders wertvoll ausgezeichnet. Mia Wasikowska wurde mit einem Teen Choice Award für Best Fight ausgezeichnet.
Bei der Bekanntgabe der Nominierungen für die 68. Golden-Globe-Verleihung am 16. Januar 2011 erhielt der Film drei Nominierungen (bester Film – Komödie/Musical; bester Hauptdarsteller – Johnny Depp; beste Filmmusik). 
Alice im Wunderland gewann bei der Oscarverleihung 2011 die begehrte Auszeichnung in den Kategorien Beste Kostüme (Colleen Atwood) und Bestes Szenenbild (Robert Stromberg und Karen O’Hara). Der Film war darüber hinaus in der Kategorie Visuelle Effekte nominiert. In der Kategorie Bestes Make-up gelangte der Film lediglich in die Vorrunde, wurde jedoch nicht nominiert.
Für den Saturn Award wurde der Film in den Kategorien Bester Fantasyfilm und Beste Kostüme ausgezeichnet. Weiterhin nominiert wurde er für Bestes Make-Up, Beste visuelle Effekte und Bestes Szenenbild.

## Kritik
Das Urteil des Lexikon des internationalen Films sieht positive und negative Aspekte bei dieser Verfilmung:

„Freie Verfilmung der ‚Alice‘-Romane von Lewis Carroll, die durch die einfallsreiche Gestaltung von Schauplätzen und Figuren bezaubert. Dagegen kann die erzählerische Fantasie, die Motive von Carrolls karnevalesker, schweifend-sprunghafter Geschichte in eine konventionelle Fantasy-Fabel verwebt, nicht recht überzeugen.“

## Videospiel
Disney Interactive Studios veröffentlichten am 4. März 2010 ein Videospiel für Wii, Nintendo DS und Windows-PC.

## Sonstige Veröffentlichungen
Der DVD- und Blu-ray-Start von Alice im Wunderland war am 22. Juli 2010. Der Film erschien in drei verschiedenen Ausführungen: als DVD-Edition, Blu-ray mit nur einer Disc, 2-Disc Blu-ray-Edition und Limited Edition Blu-ray mit 3 Discs, wobei die dritte Disc der Film auf DVD ist.
Am 10. Februar 2011 erschien der Film auch als 3D-Blu-ray.

## Fortsetzung
Im Dezember 2013 wurde die Produktion einer Fortsetzung zu Alice im Wunderland angekündigt. Johnny Depp, Mia Wasikowska, Anne Hathaway, Helena Bonham Carter und weitere Darsteller des ersten Teils nahmen ihre Rollen aus dem ersten Teil wieder auf. Regie führte James Bobin nach einem Drehbuch von Linda Woolverton, die Dreharbeiten begannen am 4. August 2014 in den Shepperton Studios und endeten am 31. Oktober 2014. Die Fortsetzung, die den Titel Alice im Wunderland: Hinter den Spiegeln trägt, kam am 27. Mai 2016 in den Vereinigten Staaten in die Kinos; in Deutschland bereits am 26. Mai 2016.